# トマ・クチュール
トマ・クチュール（Thomas Couture, 1815年12月21日 – 1879年3月30日）は、フランスの歴史画の画家、美術教師。

## 生涯
クチュールはオワーズ県サンリスに生まれた。11歳の時、家族と一緒にパリに移った。そこでクチュールはエコール・デザール・ゼ・メティエ（École des Arts et Métiers。現・フランス国立高等工芸学校 École nationale supérieure d'arts et métiers）、続いてエコール・デ・ボザールで学んだ。ローマ賞に6度挑んだがことごとく失敗した。しかし、問題は自分自身ではなく、エコールにあると感じていた。1837年、ようやくローマ賞を受賞した。
1840年からサロンに歴史画と風俗画を出展しはじめた。いくつかのメダルを受け、その中には代表作の『退廃期のローマ人たち』も含まれる。この成功後まもなく、クチュールは新進歴史画家に転じることで、エコーレ・デ・ボザールに挑戦する意味で個人のアトリエを開設した。

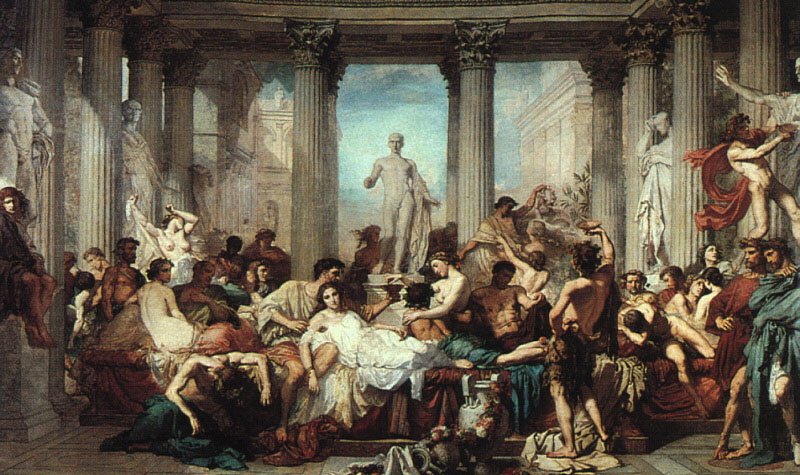
トマ・クチュール『退廃期のローマ人たち』（1847年）

クチュールの革新的なテクニックは各所から注目され、1840年代後期から1850年代にわたって、政府や教会から壁画制作を依頼された。しかし、クチュールは最初の2つの壁画を完成させることができず、3つ目の壁画はさまざまな批判を浴びた。その批判にうちのめされ、1860年、クチュールはパリを離れ、故郷のサンリスに戻った。そこで自分のところにやって来た若い画家たちに絵を教えた。1867年、独自の考えと創作方法に関する本を出版して、アカデミーの体制をばかにした。
クチュールの教え子には、エドゥアール・マネ、アンリ・ファンタン＝ラトゥール、ピエール・ピュヴィス・ド・シャヴァンヌといった後の美術界の権威者たちがいた。
出版者から自伝を依頼された時、クチュールはこう答えた。「伝記は名士の賛美——名士はこの時代の災いのもと」。
クチュールはヴァル＝ドワーズ県ヴィリエ＝ル＝ベルで亡くなり、パリのペール・ラシェーズ墓地に埋葬された。

## ギャラリー

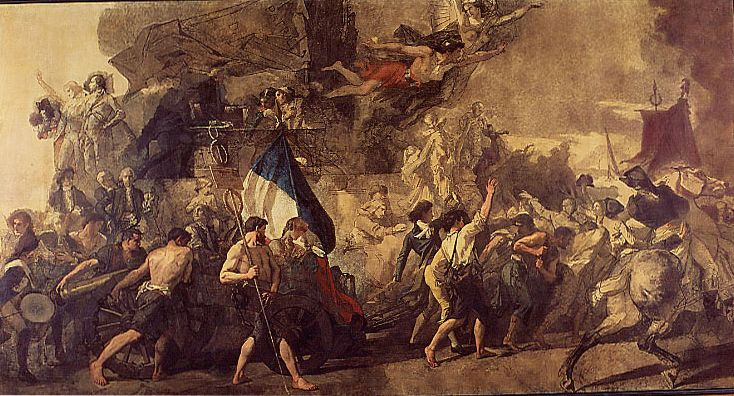
『志願兵の募集』 (1848年)
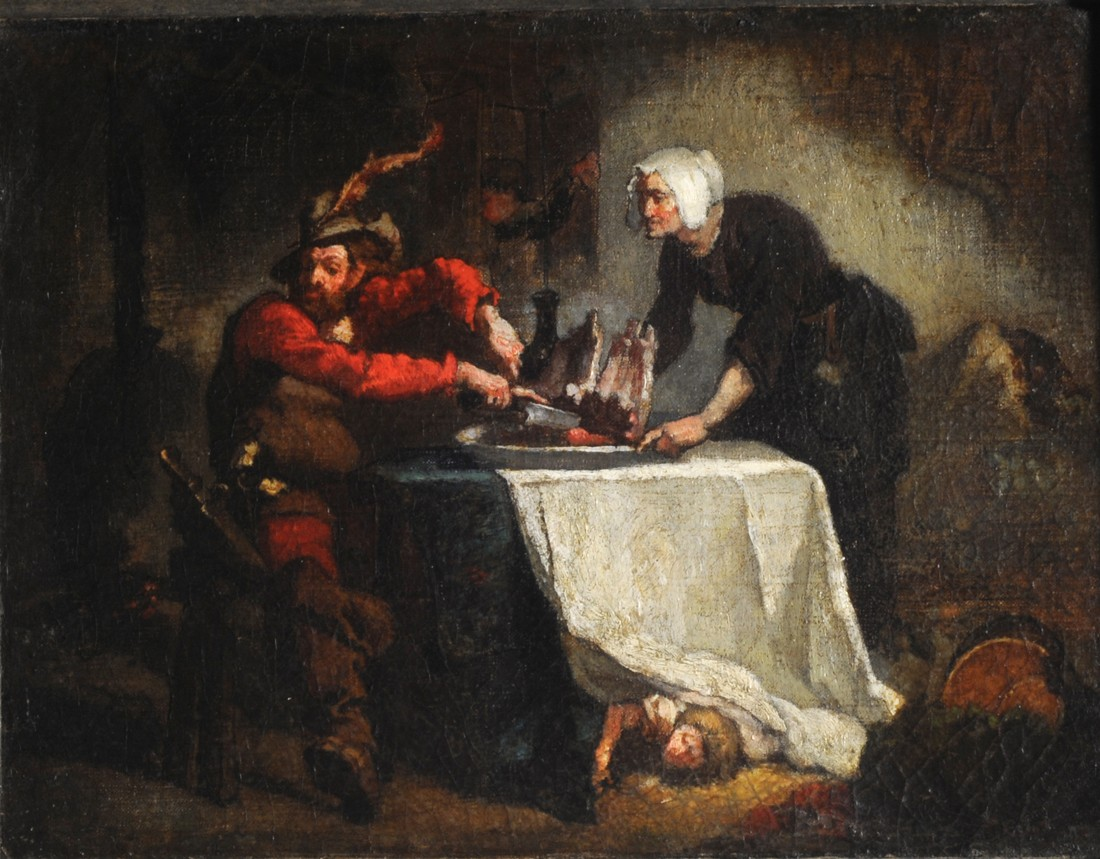
『オーガの食事』
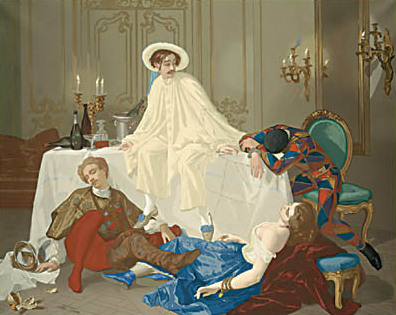
『仮面舞踏会後の晩餐（ラテン語版）』 (1855年)
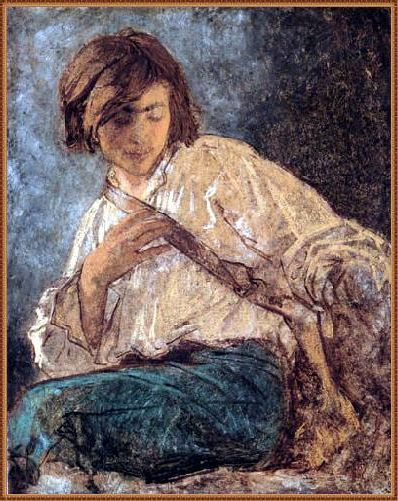
『アンゼルム・フォイエルバッハ』 (1852年)
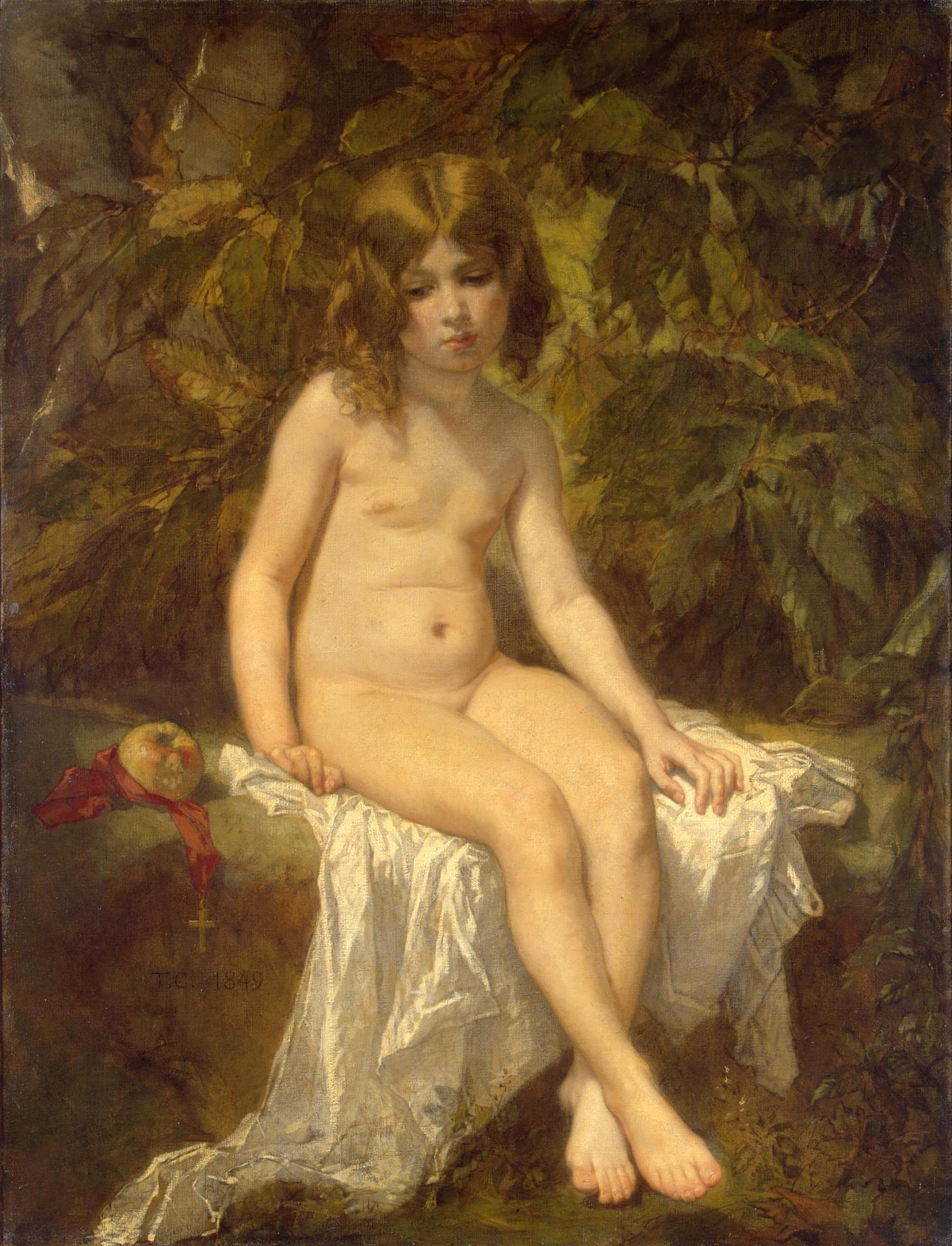
『小さな水浴者』 (1849年)

## トマ・クチュールに学んだ画家(一部)
- マルスラン・デブータン (1823-1902)
- ピエール・ピュヴィス・ド・シャヴァンヌ (1824-1898)
- フェルディナンド・ファーゲルリーン (1825-1907)
- ルドヴィック・ピエト (1826-1878)
- ギュスターヴ＝アンリ・コラン (1828-1910)
- ジョアンナ・メアリー・ボイス (1831-1861)
- エドゥアール・マネ (1832-1883)
- フランソワ＝アルフレッド・ドロブ (1835-1920)
- アンリ・ファンタン＝ラトゥール (1836-1904)